# Orcustus (musikalbum)
Orcustus är det första studioalbumet med det norska black metal-bandet Orcustus. Albumet utgavs 2009 av skivbolaget Southern Lord Records.

## Låtlista
1. "Coil" – 5:13
2. "Of Sophistry, Obsession and Paranoia" – 8:49
3. "Conversion" – 5:21
4. "Jesus Christ Patricide" – 7:45
5. "Death and Dissolution" – 4:42
6. "Ego Sum Chaos" – 6:03
7. "Asphyxiokenisis" – 3:50

- Text: Dirge Rep
- Musik: Taipan

## Medverkande
Musiker (Orcustus-medlemmar)
- Dirge Rep (Per Husebø) – trummor, bakgrundssång
- Taipan (Christer Jensen) – sång, gitarr
- Infernus (Roger Tiegs) – basgitarr
- Tormentor (Bjørn Olav Telnes) – gitarr, basgitarr

Bidragande musiker
- Radek (Radomir Michael Nemec) – sång
- Vrangsinn (Daniel Vrangsinn Salte) – basgitarr

Produktion
- Vrangsinn – producent
- Taipan – producent, ljudtekniker, ljudmix
- Dirge Rep – producent, omslagsdesign, omslagskonst
- Tormentor – producent
- Infernus – producent
- Radek – ljudtekniker
- Bjørnar E. Nilsen – ljudmix